# 내가 죽어 누워 있을 때
내가 죽어 누워 있을 때 ( As I Lay Dying )는 미국의 작가 윌리엄 포크너가 1930년에 발표한 남부 고딕 소설로 그의 다섯번째 작품이다.  20세기에 쓰여진 최고의 소설 중의 하나로 꼽힌다.  의식의 흐름기법을 사용하였으며 복수의 나레이터가 다양한 길이의 장으로 구성되어 있다.

## 개요
이 책은 15명의 다양한 인물과 59개의 장으로 이루어져 있다.  애디 번드런의 죽음에 대한 이야기로 그녀의 가난한 농촌 가족이 미시시피주 제퍼슨까지 이동하는 탐험과정을 담고 있다.